# Naoki Sugai
Naoki Sugai (菅井 直樹 Sugai Naoki?, nacido el 21 de septiembre de 1984 en Yamagata) es un futbolista japonés que se desempeñaba como centrocampista.

## Trayectoria

### Clubes
| Club           | País  | Año         |
| -------------- | ----- | ----------- |
| Vegalta Sendai | Japón | 2003 - 2018 |

## Estadística de carrera

### J. League
| Club           | Año   | J. League | J. League | Copa J. League | Copa J. League | Total | Total |
| Club           | Año   | Part.     | Goles     | Part.          | Goles          | Part. | Goles |
| -------------- | ----- | --------- | --------- | -------------- | -------------- | ----- | ----- |
| Vegalta Sendai | 2003  | 0         | 0         | 0              | 0              | 0     | 0     |
| Vegalta Sendai | 2004  | 19        | 0         | -              | -              | 19    | 0     |
| Vegalta Sendai | 2005  | 13        | 0         | -              | -              | 13    | 0     |
| Vegalta Sendai | 2006  | 37        | 7         | -              | -              | 37    | 7     |
| Vegalta Sendai | 2007  | 40        | 6         | -              | -              | 40    | 6     |
| Vegalta Sendai | 2008  | 28        | 4         | -              | -              | 28    | 4     |
| Vegalta Sendai | 2009  | 49        | 3         | -              | -              | 49    | 3     |
| Vegalta Sendai | 2010  | 26        | 2         | 6              | 0              | 32    | 2     |
| Vegalta Sendai | 2011  | 30        | 7         | 3              | 0              | 33    | 7     |
| Vegalta Sendai | 2012  | 30        | 5         | 6              | 0              | 36    | 5     |
| Vegalta Sendai | 2013  | 22        | 2         | 2              | 0              | 24    | 2     |
| Vegalta Sendai | 2014  | 30        | 3         | 2              | 0              | 32    | 3     |
| Vegalta Sendai | 2015  | 28        | 0         | 1              | 0              | 29    | 0     |
| Vegalta Sendai | 2016  | 16        | 0         | 3              | 0              | 19    | 0     |
| Vegalta Sendai | 2017  | 14        | 1         | 3              | 0              | 17    | 1     |
| Vegalta Sendai | 2018  | 7         | 0         | 3              | 0              | 10    | 0     |
| Total          | Total | 389       | 40        | 29             | 0              | 418   | 40    |